# 12 (število)
12 (dvánajst ali dvanájst) je naravno število, za katero velja 12 = 11 + 1 = 13 − 1.

## V matematiki
- najmanjše obilno število {\displaystyle \sigma ^{*}(12)=1+2+3+4+6=16>12}.
- najmanjše število, katerega vsota njegovih števk je enaka 12, je 39 (3+9=12).
- najmanjše vzvišeno število.
- drugo Zuckermanovo število v bazi 10: {\displaystyle 12\mid 1\cdot 2=2\,\!}.
- drugo Zumkellerjevo število.
- tretje petkotniško število {\displaystyle 12=3(3\cdot 3-1)/2\,\!}.
- četrto zelo sestavljeno število.
- četrto podolžno število {\displaystyle 12=3\cdot 4=0+2+4+6\;\,}.
- peto Pellovo število.
- šesto sestavljeno število.
- deveto Perrinovo število.
- deveto Størmerjevo število.
- število različnih prostih pentomin.
- število stranskih ploskev dodekaedra.

## V znanosti
- vrstno število 12 ima magnezij (Mg).

## Drugo
- apostolsko število

### Leta
- 412 pr. n. št., 312 pr. n. št., 212 pr. n. št., 112 pr. n. št., 12 pr. n. št.
- 12, 112, 212, 312, 412, 512, 612, 712, 812, 912, 1012, 1112, 1212, 1312, 1412, 1512, 1612, 1712, 1812, 1912, 2012, 2112